# Batalla de San Fernando de Apure
La Batalla de San Fernando fue un asedio y batalla de la Revolución de Abril en la ciudad de San Fernando de Apure.

## Antecedentes
Tras la toma de Caracas por las tropas guzmancistas el 27 de abril de 1870, los azules seguían resistiendo en algunas zonas del territorio venezolano. En 1872 los azules habían capturado Ciudad Bolívar y controlaban el río Orinoco desde el Apure hasta su Delta. Con este brazo fluvial los azules podían coordinar con los ejércitos de occidente y oriente.
Antonio Guzmán Blanco, presidente de la República, decreto el bloqueo de las costas del oriente del país y de las bocas del Orinoco. Al conocer la ocupación de San Fernando por el General Adolfo Antonio Olivo organiza una gran expedición militar para expulsarlo de la región.

## Hechos
El 15 de noviembre Guzmán parte hacia el Apure. El 2 de diciembre pasa revista a su ejército, que asciende a 4500 hombres. El 27 llegan los corianos del general León Colina, con lo que el ejército liberal aumenta a 6.000 efectivos. El 31 comienza el sitio a San Fernando de Apure, los combates en la ciudad se libran del 1 al 5 de enero cuando Antonio Guzmán Blanco cruza el Caño Amarillo y toma la ciudad. Las fuerzas de Olivo que logran escapar son acorraladas por la caballería de Joaquín Crespo en el paso real del Arauca el día 7 de enero. El General Adolfo Antonio Olivo y una gran parte de sus hombres perecen ahogados en el río Arauca.

## Desenlace

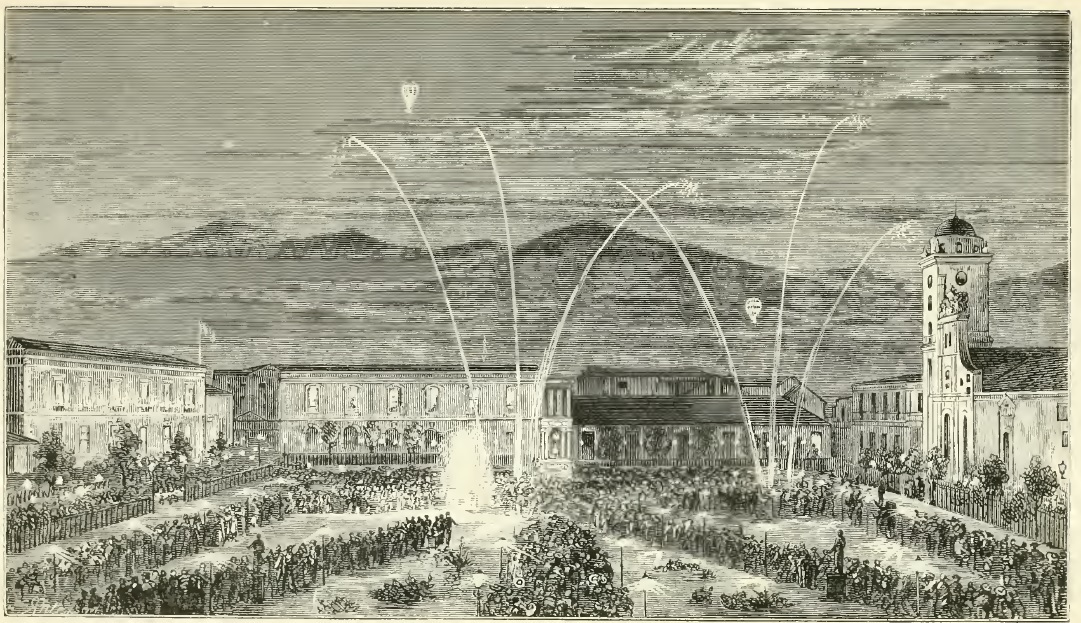
Celebraciones nocturnas en la Plaza Bolívar de Caracas tras la victoria de la Batalla de Apure.

La victoria del ejército liberal en la Batalla de Apure fue celebrada mediante una apoteósica entrada de Antonio Guzmán Blanco en Caracas el 25 de febrero de 1872. Se levantó un arco triunfal en la plaza de San Pablo, diseñado por Ramon Bolet, en el que estaban representados los batallones del "gran ejército" gubernamental y los asaltos del Caño Guriapo y del Caño Amarillo.

## Véases también
- Revolución de Abril (Venezuela)